# Halberstädter Straße 13, 15, 17 (Quedlinburg)

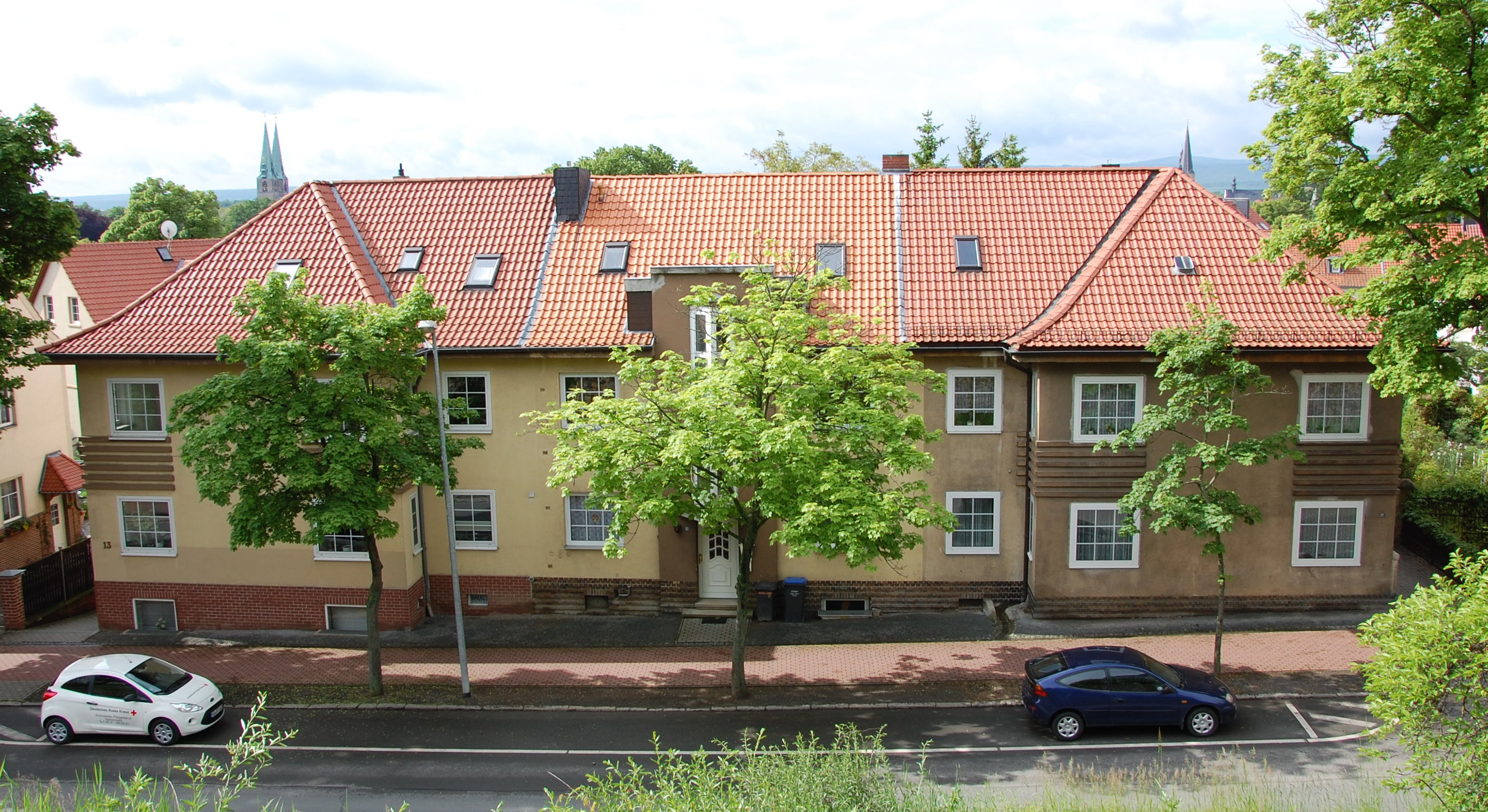
Haus Halberstädter Straße 13, 15, 17, Blick von Norden

Das Haus Halberstädter Straße 13, 15, 17 ist ein denkmalgeschütztes Gebäude in der Stadt Quedlinburg in Sachsen-Anhalt.

## Lage
Das Gebäude befindet sich nördlich der historischen Quedlinburger Altstadt auf der Südseite der Halberstädter Straße. Es ist im Quedlinburger Denkmalverzeichnis als Wohnhaus eingetragen.

## Architektur und Geschichte
Das zweigeschossige Wohngebäude entstand in der Zeit um 1930. Es ist im Stil des Expressionismus gestaltet. Die Ecken des über drei straßenseitige Eingänge verfügenden Hauses sind in der Art von Pavillonen gestaltet.